# Juuso Pykälistö
Juuso Pykälistö (21 de maio, 1975 em Padasjoki) é um piloto de rali finlandês. Ele participou do Campeonato Mundial de Rali com um Citroën e Peugeot. Pykälistö ganhou o Rali do Ártico duas vezes.